# Ministerium für Bildung, Jugend und Sport des Landes Brandenburg
Das Ministerium für Bildung, Jugend und Sport des Landes Brandenburg (MBJS) ist das Bildungsministerium des Landes Brandenburg mit Sitz in Potsdam und eines seiner neun Ministerien.

## Leitung
Seit dem 10. Mai 2023 ist Steffen Freiberg (SPD) Minister. Staatssekretär ist seit dem 11. Dezember 2024 Hendrik Fischer.

## Geschichte
In der 1945 gebildeten ersten Regierung der damaligen Provinz Brandenburg (Kabinett Steinhoff I) existierten noch keine Ministerien. Für „Volksbildung“ war der 3. Vizepräsident Fritz Rücker zuständig. Ab der 1946 folgenden Regierung existierte dann bis zur Auflösung des Landes Brandenburg 1952 ein Bildungsministerium.
Zur Wiedergründung des Landes Brandenburg im Jahr 1990 wurde auch das Bildungsministerium wieder eingerichtet. Neben dem Wissenschaftsministerium ist es das einzige brandenburgische Ministerium, welches seitdem nicht umbenannt wurde und somit ohne wesentliche Zuständigkeitsänderungen besteht.

## Aufgaben und Organisation
Das Ministerium gliedert sich in folgende Abteilungen:
- Abteilung 1: Sport, Haushalt, Organisation, Personal, Schulrecht, Statistik
- Abteilung 2: Kinder und Jugend, überörtliche Träger der öffentlichen Jugendhilfe
- Abteilung 3: Schulqualität und -aufsicht, berufliche Bildung, Fachkräfte für Schulen
- Abteilung 4: Digitale Schule, Lehrerbildung, öffentliche und freie Schulträger, lebenslanges Lernen

## Nachgeordnete Behörden
Dem Ministerium sind folgende Einrichtungen nachgeordnet:
- Untere Landesbehörden:
  - 4 staatliche Schulämter (StSchA)
- Einrichtungen des Landes:
  - Landesinstitut für Schule und Medien Berlin-Brandenburg (LISUM), Ludwigsfelde-Struveshof
  - Brandenburgische Landeszentrale für politische Bildung (BLzpB), Potsdam

## Staatssekretäre im Ministerium
- 1991–1998: Gerd Harms
- 1998–2003: Frank Szymanski
- 2003–2005: Martin Gorholt
- 2005–2014: Burkhard Jungkamp
- 2014–2019: Thomas Drescher
- 2019–2021: Ines Jesse
- 2022–2023: Steffen Freiberg
- 2023–2024: Claudia Zinke
- seit 2024: Hendrik Fischer